# ساپتاریشی
ساپتاریشی (انگلیسی: Saptarishi)، به معنای «هفت حکیم»

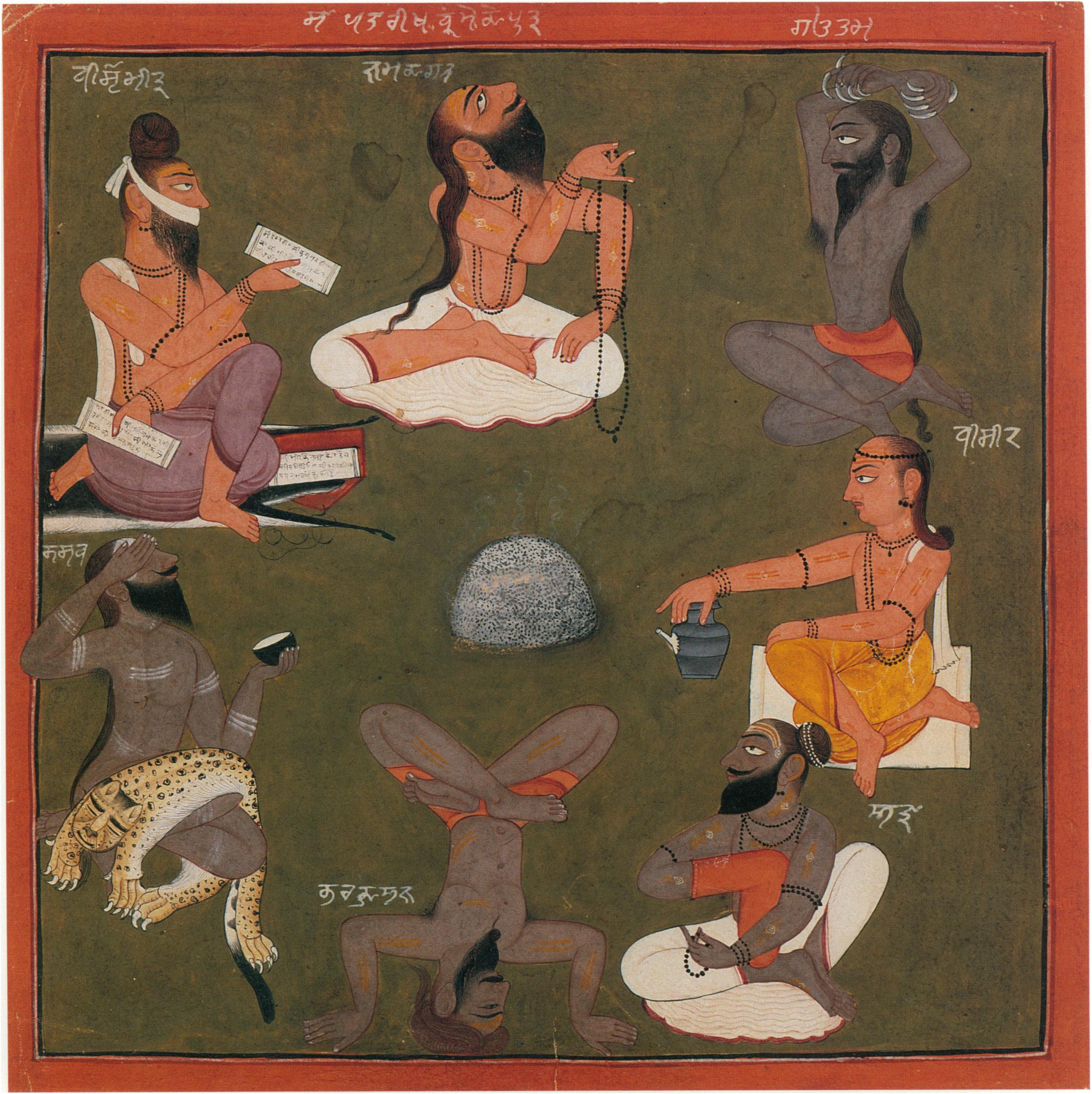
ساپتریشی. هفت حکیم

یا هفت ریشی، کسانی هستند که در وداها و دیگر ادبیات هند باستان از آنان تمجید می‌شود. سمیتاهای ودایی هرگز این ریشی‌ها را با نام برنمی‌شمارند، اگرچه متون ودایی بعدی مانند براهمنه‌ها و اوپانیشادها این کار را انجام می‌دهند.